# أولاد أوشيح
أولاد أوشيح هي قرية مغربية شمال المملكة. تنتمي أولاد أوشيح لإقليم العرائش الساحلي. تضم هذه القرية 22.426 نسمة (إحصاء 2004).